# Ewikszta
Ewikszta (łot. Aiviekste) – rzeka na Łotwie, prawy dopływ Dźwiny. Wypływa z jeziora Łubań.
Rzeka Ewikszta wraz z jej dopływem rzeką Pededze tworzy granicę między dwiema krainami historycznymi Łotwy – Liwonią i Łatgalią.
Największe dopływy: Pededze, Bolupe.